# Pluton (M622)
Pour les autres navires du même nom, voir Le Pluton.
Le Pluton (M622) est un bâtiment-base de plongeurs démineurs (BBPD) de la Marine nationale française de la classe Vulcain. Il est basé à Toulon et affecté au Groupement de plongeurs démineurs de la Méditerranée (GPD Med). Son indicatif visuel le M622. Sa ville marraine est Crest.

## Caractéristiques
- Longueur : 41,60 mètres
- Largeur : 7,50 mètres
- Tirant d'eau : 3,20 mètres
- Déplacement : 409 tonnes - en pleine charge : 490 tonnes
- Vitesse : 13,5 nœuds
- Distance franchissable : 7 400 nautiques à 9 nœuds, 2 850 nautiques à 13,5 nœuds

## Historique
Tous les ans, le navire accueille un élève de chaque collège de Crest.